# Chaetomium umbonatum
Chaetomium umbonatum är en svampart som beskrevs av D. Brewer 1974. Chaetomium umbonatum ingår i släktet Chaetomium och familjen Chaetomiaceae.   Inga underarter finns listade i Catalogue of Life.